# Lista siturilor arheologice din județul Neamț - S
Lista siturilor arheologice din județul Neamț - S conține toate siturile arheologice din județul Neamț înscrise în Repertoriul Arheologic Național (RAN) și aflate în localități al căror nume începe cu litera S. RAN este administrat de Ministerul Culturii și Patrimoniului Național și cuprinde date științifice, cartografice, topografice, imagini și planuri, precum și orice alte informații privitoare la zonele cu potențial arheologic, studiate sau nu, încă existente sau dispărute.
Puteți căuta un sit din localitățile care încep cu litera S folosind formularul de mai jos sau puteți naviga prin toate siturile din județ la Lista siturilor arheologice din județul Neamț.
| Cod RAN                                   | Denumire | Localitate                                  | Adresă             | Datare                                   | Descoperit     | Coordonate                                    | Imagine           | Erori            |
| ----------------------------------------- | --- | ------------------------------------------- | ------------------ | ---------------------------------------- | -------------- | --------------------------------------------- | ----------------- | ---------------- |
| 124215.01.01                              | Situl arheologic medieval de la Săbăoani - La Izvoare / ansamblu anonim (Categorie: locuire) (Tip: Așezare)                          | sat Săbăoani, comuna Săbăoani               | La Izvoare         | Cucuteni                                 | 1963           | 47°02′00″N 26°53′00″E / 47.03333°N 26.88333°E | Încărcați imagine | Raportați eroare |
| 124215.01.02 (Cod LMI: NT-I-m-B-10537.06) | Situl arheologic medieval de la Săbăoani - La Izvoare / ansamblu anonim (Categorie: locuire) (Tip: Așezare)                          | sat Săbăoani, comuna Săbăoani               | La Izvoare         | Noua                                     | 1963           | 47°02′00″N 26°53′00″E / 47.03333°N 26.88333°E | Încărcați imagine | Raportați eroare |
| 124215.01.03 (Cod LMI: NT-I-m-B-10537.05) | Situl arheologic medieval de la Săbăoani - La Izvoare / ansamblu anonim (Categorie: locuire) (Tip: Așezare)                          | sat Săbăoani, comuna Săbăoani               | La Izvoare         | - D                                      | 1963           | 47°02′00″N 26°53′00″E / 47.03333°N 26.88333°E | Încărcați imagine | Raportați eroare |
| 124215.01.04 (Cod LMI: NT-I-m-B-10537.04) | Situl arheologic medieval de la Săbăoani - La Izvoare / ansamblu anonim (Categorie: locuire) (Tip: Așezare)                          | sat Săbăoani, comuna Săbăoani               | La Izvoare         | dacilor liberi sec. II - III             | 1963           | 47°02′00″N 26°53′00″E / 47.03333°N 26.88333°E | Încărcați imagine | Raportați eroare |
| 124215.01.05 (Cod LMI: NT-I-m-B-10537.03) | Situl arheologic medieval de la Săbăoani - La Izvoare / ansamblu anonim (Categorie: locuire) (Tip: Așezare)                          | sat Săbăoani, comuna Săbăoani               | La Izvoare         | sec. VI - VII                            | 1963           | 47°02′00″N 26°53′00″E / 47.03333°N 26.88333°E | Încărcați imagine | Raportați eroare |
| 124215.01.06 (Cod LMI: NT-I-m-B-10537.01) | Situl arheologic medieval de la Săbăoani - La Izvoare / ansamblu Satul medieval Berindești (Categorie: locuire) (Tip: Așezare)       | sat Săbăoani, comuna Săbăoani               | La Izvoare         | sec. XIV - XVI                           | 1963           | 47°02′00″N 26°53′00″E / 47.03333°N 26.88333°E | Încărcați imagine | Raportați eroare |
| 124215.01.07 (Cod LMI: NT-I-m-B-10537.02) | Situl arheologic medieval de la Săbăoani - La Izvoare / ansamblu anonim (Categorie: locuire) (Tip: necropola)                        | sat Săbăoani, comuna Săbăoani               | La Izvoare         | Sântana de Mureș - Cerneahov sec. IV - V | 1963           | 47°02′00″N 26°53′00″E / 47.03333°N 26.88333°E | Încărcați imagine | Raportați eroare |
| 124215.01.08 (Cod LMI: NT-I-s-B-10537)    | Situl arheologic medieval de la Săbăoani - La Izvoare / ansamblu anonim (Categorie: locuire) (Tip: Așezare)                          | sat Săbăoani, comuna Săbăoani               | La Izvoare         | sec. IV - V                              | 1963           | 47°02′00″N 26°53′00″E / 47.03333°N 26.88333°E | Încărcați imagine | Raportați eroare |
| 124108.01.01 (Cod LMI: NT-I-s-B-10535)    | Așezarea din epoca bronzului de la Siliștea - "Pe Cetățuie" / ansamblu anonim (Categorie: locuire civilă) (Tip: Așezare fortificată) | sat Siliștea, comuna Români                 | Pe Cetățuie        | Costișa                                  |                | 46°47′00″N 26°43′00″E / 46.78333°N 26.71667°E | Încărcați imagine | Raportați eroare |
| 124108.01.02 (Cod LMI: NT-I-s-B-10535)    | Așezarea din epoca bronzului de la Siliștea - "Pe Cetățuie" / ansamblu anonim (Categorie: locuire civilă) (Tip: Așezare fortificată) | sat Siliștea, comuna Români                 | Pe Cetățuie        | Monteoru                                 |                | 46°47′00″N 26°43′00″E / 46.78333°N 26.71667°E | Încărcați imagine | Raportați eroare |
| 121037.01.01                              | Mănăstirea Secu / ansamblu anonim (Categorie: structură de cult/religioasă) (Tip: Mănăstire)                                         | sat Secu, oraș Bicaz                        |                    | sec.XVI-XVIII                            |                | 47°12′00″N 26°11′15″E / 47.2°N 26.1875°E      | Încărcați imagine | Raportați eroare |
| 123941.01.01                              | Așezarea culturii Noua de la Săvești-Izvoare / ansamblu anonim (Categorie: locuire civilă) (Tip: Așezare)                            | sat Săvești, comuna Răucești                | Izvoare            | Noua                                     |                |                                               | Încărcați imagine | Raportați eroare |
| 121135.01.01                              | Situl arheologic de la Săcălușești- Dealul Valea Seacă / ansamblu anonim (Categorie: locuire) (Tip: Așezare)                         | sat Săcălușești, comuna Agapia              | Dealul Valea Seacă | Precucuteni - III                        | Vasile Diaconu | 47°10′48″N 26°21′11″E / 47.17994°N 26.35296°E | Încărcați imagine | Raportați eroare |
| 121135.01.02                              | Situl arheologic de la Săcălușești- Dealul Valea Seacă / ansamblu anonim (Categorie: locuire) (Tip: Așezare)                         | sat Săcălușești, comuna Agapia              | Dealul Valea Seacă | Cucuteni - A                             | Vasile Diaconu | 47°10′48″N 26°21′11″E / 47.17994°N 26.35296°E | Încărcați imagine | Raportați eroare |
| 121135.01.03                              | Situl arheologic de la Săcălușești- Dealul Valea Seacă / ansamblu anonim (Categorie: locuire) (Tip: Așezare)                         | sat Săcălușești, comuna Agapia              | Dealul Valea Seacă | Noua                                     | Vasile Diaconu | 47°10′48″N 26°21′11″E / 47.17994°N 26.35296°E | Încărcați imagine | Raportați eroare |
| 121135.01.04                              | Situl arheologic de la Săcălușești- Dealul Valea Seacă / ansamblu anonim (Categorie: locuire) (Tip: Așezare)                         | sat Săcălușești, comuna Agapia              | Dealul Valea Seacă |                                          | Vasile Diaconu | 47°10′48″N 26°21′11″E / 47.17994°N 26.35296°E | Încărcați imagine | Raportați eroare |
| 121135.01.05                              | Situl arheologic de la Săcălușești- Dealul Valea Seacă / ansamblu anonim (Categorie: locuire) (Tip: Așezare)                         | sat Săcălușești, comuna Agapia              | Dealul Valea Seacă | sec. II-IV                               | Vasile Diaconu | 47°10′48″N 26°21′11″E / 47.17994°N 26.35296°E | Încărcați imagine | Raportați eroare |
| 124215.02.01 (Cod LMI: NT-I-m-B-10536.06) | Situl arheologic de la Săbăoani - "La Bisericuță" / ansamblu anonim (Categorie: locuire civilă) (Tip: Așezare)                       | sat Săbăoani, comuna Săbăoani               | La Bisericuță      | Cucuteni                                 |                | 47°02′00″N 26°53′00″E / 47.03333°N 26.88333°E | Încărcați imagine | Raportați eroare |
| 124215.02.02 (Cod LMI: NT-I-m-B-10536.05) | Situl arheologic de la Săbăoani - "La Bisericuță" / ansamblu anonim (Categorie: locuire civilă) (Tip: Așezare)                       | sat Săbăoani, comuna Săbăoani               | La Bisericuță      |                                          |                | 47°02′00″N 26°53′00″E / 47.03333°N 26.88333°E | Încărcați imagine | Raportați eroare |
| 124215.02.03 (Cod LMI: NT-I-m-B-10536.04) | Situl arheologic de la Săbăoani - "La Bisericuță" / ansamblu anonim (Categorie: locuire civilă) (Tip: Așezare)                       | sat Săbăoani, comuna Săbăoani               | La Bisericuță      | geto-dacică sec. II - III                |                | 47°02′00″N 26°53′00″E / 47.03333°N 26.88333°E | Încărcați imagine | Raportați eroare |
| 124215.02.04 (Cod LMI: NT-I-m-B-10536.03) | Situl arheologic de la Săbăoani - "La Bisericuță" / ansamblu anonim (Categorie: locuire civilă) (Tip: Așezare)                       | sat Săbăoani, comuna Săbăoani               | La Bisericuță      | sec. VI - VII                            |                | 47°02′00″N 26°53′00″E / 47.03333°N 26.88333°E | Încărcați imagine | Raportați eroare |
| 124215.02.05 (Cod LMI: NT-I-m-B-10536.02) | Situl arheologic de la Săbăoani - "La Bisericuță" / ansamblu anonim (Categorie: locuire civilă) (Tip: Așezare)                       | sat Săbăoani, comuna Săbăoani               | La Bisericuță      | sec. XIV - XVII                          |                | 47°02′00″N 26°53′00″E / 47.03333°N 26.88333°E | Încărcați imagine | Raportați eroare |
| 124215.02.06 (Cod LMI: NT-I-m-B-10536.01) | Situl arheologic de la Săbăoani - "La Bisericuță" / ansamblu Ruinele Bisericii Catolice (Categorie: locuire civilă) (Tip: Biserică)  | sat Săbăoani, comuna Săbăoani               | La Bisericuță      | sec. XIV - XVI                           |                | 47°02′00″N 26°53′00″E / 47.03333°N 26.88333°E | Încărcați imagine | Raportați eroare |
| 124215.02.07 (Cod LMI: NT-I-s-B-10536)    | Situl arheologic de la Săbăoani - "La Bisericuță" / ansamblu anonim (Categorie: locuire civilă) (Tip: Cimitir)                       | sat Săbăoani, comuna Săbăoani               | La Bisericuță      |                                          |                | 47°02′00″N 26°53′00″E / 47.03333°N 26.88333°E | Încărcați imagine | Raportați eroare |
| 124215.03.01 (Cod LMI: NT-I-m-B-10538.01) | Situl arheologic de la Săbăoani - "Turnul de Apă" / ansamblu anonim (Categorie: locuire) (Tip: Așezare)                              | sat Săbăoani, comuna Săbăoani               | Turnul de Apă      | geto-dacică sec. II - III                |                | 47°02′00″N 26°53′00″E / 47.03333°N 26.88333°E | Încărcați imagine | Raportați eroare |
| 124215.03.02 (Cod LMI: NT-I-m-B-10538.02) | Situl arheologic de la Săbăoani - "Turnul de Apă" / ansamblu anonim (Categorie: locuire) (Tip: Necropolă)                            | sat Săbăoani, comuna Săbăoani               | Turnul de Apă      | geto-dacică sec. II - III                |                | 47°02′00″N 26°53′00″E / 47.03333°N 26.88333°E | Încărcați imagine | Raportați eroare |
| 124144.01.01 (Cod LMI: NT-I-s-B-10539)    | Așezarea Latene de la Slobozia - "La Lutarie" / ansamblu anonim (Categorie: locuire civilă) (Tip: Așezare)                           | localitate componentă Slobozia, oraș Roznov | La Lutarie         | geto-dacică sec. II - III                |                | 46°52′00″N 26°32′00″E / 46.86666°N 26.53333°E | Încărcați imagine | Raportați eroare |